# Хиль, Исидро

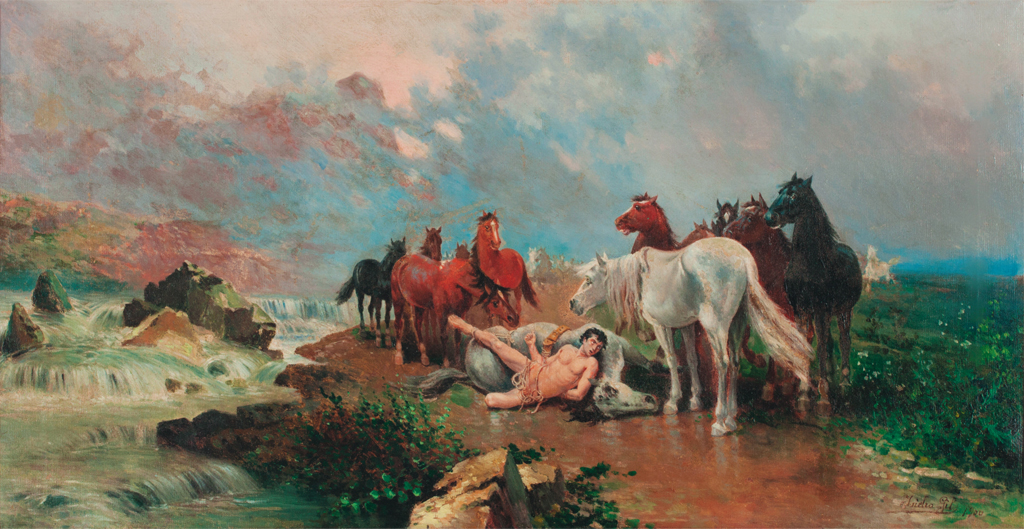
«Мазепа»

Исидро (Исидор) Хиль Габилондо (исп. Isidro Gil Gabilondo; 1843, Аскойтиа, Гипускоа Страна Басков — март 1917, Бургос) — испанский живописец, график, иллюстратор и писатель. Профессор Провинциальной Академии художеств Бургоса (1875—1896), директор Музея археологии и изобразительных искусств (1892—1897). Академик, член Королевской академии изящных искусств Сан-Фернандо и Королевской академии истории.

## Биография
Сын медика. Изучал право в Центральном университете Мадрида (1858—1865), однако талант художника привёл его к занятию живописью. Поселившись в Бургосе, занимался историей и изучением монументального наследия провинции, стал директором Музея археологии и изобразительных искусств Бургоса, а также профессором Школы искусств и ремёсел и Академии художеств Бургоса (1875—1896).
В 1878 году совершил поездку по главным городам Италии, где знакомился с памятникам истории страны. Был принят Папой римским Львом XIII в его личном кабинете.

## Творчество
Создал много картин исторической и романтической литературной тематики. Автор серии рисунков о замках, монастырях и церквях Испании.
Сотрудничал как иллюстратор с журналом «Испанская и американская иллюстрация», создал ряд иллюстраций литературных произведений.
Участвовал в работе нескольких национальных выставок.